# Californication (serie de televisión)
Californication es una serie de televisión estadounidense que inició su emisión en 2007 y finalizó el 29 de junio de 2014. Está protagonizada por David Duchovny y Natascha McElhone. La historia sigue al neoyorquino Hank Moody (Duchovny), un problemático novelista que se muda a California y sufre un bloqueo de escritor. Su adicción al alcohol, las drogas y el sexo, complica sus relaciones con su exmujer Karen (McElhone) y su hija Becca (Madeleine Martin). Hank lucha por encontrar un propósito en su vida, ya que deja pasar múltiples oportunidades y, finalmente, toma la decisión correcta para la felicidad. Otros personajes principales del programa son el mejor amigo y agente de Hank, Charlie Runkle (Evan Handler) y la esposa de Charlie, Marcy (Pamela Adlon). Los temas recurrentes de la serie son el sexo, el alcohol, insultos, las drogas y el rock and roll, todos los cuales se presentan con regularidad, así como el lado más sórdido de la ciudad de Los Ángeles. La serie ha obtenido varios premios, incluyendo dos premios Emmy (obteniendo además dos nominaciones) y un Globo de Oro (obteniendo además cinco nominaciones).

## Sinopsis
Hank Moody es un afamado novelista de Nueva York que ha perdido la inspiración tras el éxito de su último libro. Al convertirse en un superventas, su obra God Hates Us All (Dios nos odia a todos), es plasmada en una película titulada A Crazy Little Thing Called Love (Una cosita loca llamada amor). Al comenzar el rodaje, el protagonista con su pareja e hija, deciden mudarse de Nueva York a Los Ángeles.
Durante el rodaje de la película, Hank se da cuenta de que la adaptación cinematográfica de su novela no tiene nada que ver con su obra. Debido al ambiente de Los Ángeles y lo que han hecho con su libro al pasarlo al cine, cae en una espiral que hace que su pareja (Karen) se aleje de él, haciendo que junto a la inseparable compañía de su mejor amigo y también agente, Charlie Runkle, inicie una nueva vida entregado a los placeres del sexo y coqueteando con las drogas y el alcohol, en una espiral un tanto desenfrenada que él pretende hacer compatible con la educación de su hija y los permanentes intentos de reconquistar a Karen.
Sin embargo, lo que suena como el canto de sirena típico de cualquier escritor de éxito adquiere en “Californication” cotas de alta comedia a través del perfecto equilibrio que mantiene el protagonista, siempre al borde del abismo, entre una fingida inmadurez y el deseo de sacar el mayor partido a la vida.
La trama se centra siempre en el eterno amor que Hank sentirá hacía su expareja Karen, quién siempre tendrá sentimientos de amor por él, pero que prefiere sacrificar por el bienestar de Becca, hija de ambos, que significa un lazo permanente entre los dos. La lucha entre el amor y la incompatibilidad de ambos se nota a través de la historia. No estarán juntos, pero él la ama con locura y siempre será su vida.
Siempre al filo del extremo, Hank Moody, egoísta y tierno a partes iguales, nos invita a disfrutar de un universo personal, muy particular, en el que las relaciones personales son protagonistas.
Como dato curioso en un episodio se le hace una entrevista a Hank Moody en un programa de radio donde mencionan sus novelas Dios nos odia a todos y Temporada en el abismo. Casualmente son dos álbumes y sencillos de la banda de thrash metal, Slayer: God Hates Us All y Seasons in the Abyss. Además de ser entrevistado por Henry Rollins, vocalista del grupo de hardcore punk Black Flag.
Los nombres de los capítulos contienen referencias musicales como la mención del grupo Eagles of Death Metal (capítulo 2, temporada 1), "Turn The Page", de Bob Seger (cap. 11 temporada 1), "The Last Waltz", disco en directo de The Band con colaboraciones de Neil Young, Eric Clapton, Van Morrison, Bob Dylan que fue inmortalizado en película-documental por Martin Scorsese (cap. 12 temporada 1), "Slip of the Tongue", de Whitesnake (cap. 1 temporada 2), "In Utero", álbum de Nirvana (cap. 10 temporada 2), "Wish You Where Here" (cap. 1 temporada 3), álbum de Pink Floyd, "The Land Of Rape And Honey" título del tercer álbum de Ministry (cap. 2 temporada 3), "Zoso", referencia a Jimmy Page/Led Zeppelin/IV álbum (cap. 4 temporada 3), "Glass Houses", álbum de Billy Joel (cap. 6 temporada 3), "Exile on Main St." álbum de Rolling Stones (cap. 1 temporada 4), "Suicide Solution", canción de Ozzy Osbourne del disco Blizzard of Ozz (cap. 2 temporada 4), "Another Perfect Day", álbum de Motörhead (cap. 9 temporada 4), "The Trial", canción de Pink Floyd perteneciente al álbum The Wall (cap. 10 temporada 4), "The Last Supper", álbum de la banda de death metal Belphegor (cap. 11 temporada 4), "...And Justice for All" álbum de Metallica (cap. 12 temporada 4), "Hell Ain't a Bad Place to Be" canción de AC/DC perteneciente al álbum Let There Be Rock (cap. 12 temporada 5) y por último "The Unforgiven (trilogía)" canción de Metallica (cap. 1 temporada 6). 
La serie hace varias referencias, tanto en su banda sonora como en ciertas frases o dichos, a Warren Zevon, célebre compositor norteamericano. En el capítulo 2 de la primera temporada, Hank llama "Dani California", canción de los Red Hot Chili Peppers, a la secretaria de su agente. También, en la tercera temporada, Hank le pregunta a otra mujer durante una cena: "¿Cual es tu historia, Mañana Gloriosa?" haciendo referencia al álbum de Oasis, What´s the Story, Morning Glory?. Además, el apellido del protagonista (Moody) coincide con el de Micky Moody, guitarrista fundador junto a David Coverdale de la banda de hard rock Whitesnake. Por último, la referencia musical más obvia: el nombre de la serie "Californication", es el nombre de una canción y de un disco de Red Hot Chili Peppers. Además, en el capítulo 11 de la 2.ª temporada, durante una pelea en la fiesta en casa de Lew Ashby, Hank Moody dispara una escopeta hacia el techo diciendo "What we've got here is failure to communicate", siendo esta una frase de la introducción de la canción "Civil War" del grupo de rock Guns N' Roses.

## Elenco y personajes

### Principales

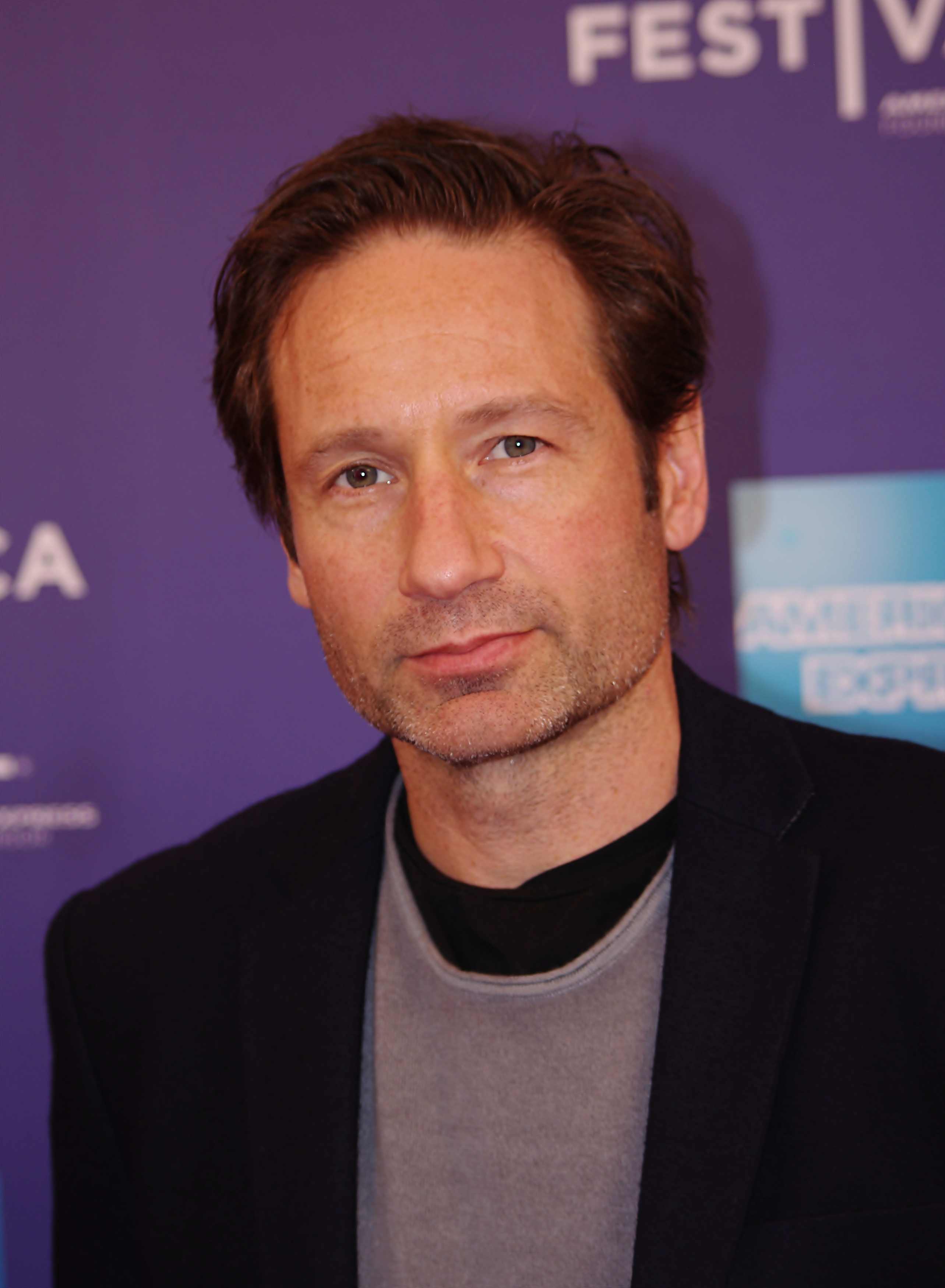
David Duchovny interpretó el papel principal en la serie.

- Henry James "Hank" Moody (David Duchovny) es un errático escritor que frecuentemente se ve envuelto en situaciones extrañas y escandalosas. Un crítico comparó el personaje de Moody con el del escritor Charles Bukowski.[1]
- Karen Van Der Beek (Natascha McElhone) es el principal interés sentimental de Hank y la madre de su hija. Es diseñadora de interiores y arquitecta.
- Rebecca "Becca" Moody (Madeleine Martin) es la hija de Hank y Karen. Al comienzo de la serie tenía doce años.[2]
- Charlie Runkle (Evan Handler) es el agente de Hank y su mejor amigo.
- Marcy Runkle (Pamela Adlon) es la esposa de Charlie.
- Mia Lewis (Madeline Zima) es la hija adolescente de Bill Lewis. En el episodio piloto, Hank tiene una aventura de una noche con ella, ajena a su edad e identidad. Su nombre de pila es Mia Cross.

### Recurrentes
- Bill Lewis (Damian Young) es el padre de Mia. (Temporadas 1 & 4)
- Meredith (Amy Price-Francis) es una amiga de Charlie y Marcy. (Temporada 1)
- Todd Carr (Chris Williams) es el director de la película A Crazy Little Thing Called Love, adaptación de una novela de Hank. (Temporadas 1 & 4)
- Sonja (Paula Marshall) es una amiga de Karen que tiene una breve aventura con Hank. (Temporadas 1-2)
- Michelle (Surfista) (Michelle Lombardo) es una amiga y amante de Hank. (Temporadas 1-2)
- Beatrice (Trixie) (Judy Greer) es una prostituta amiga de Hank. (Temporadas 1-2, 4-5)
- Dani (Rachel Miner) es la asistente personal de Charlie. (Temporadas 1-2)
- Lew Ashby (Callum Keith Rennie) es un productor discográfico. La vida de este personaje está basada en la vida del productor Rick Rubin. (Temporadas 2, 5-6)
- Janie Jones (Mädchen Amick) es el interés sentimental de Lew Ashby. (Temporada 2)
- Daisy (Carla Gallo) es una estrella pornográfica que tuvo una aventura extramatrimonial con Charlie. (Temporadas 2-3)
- Julian (Angus Macfadyen) es el esposo de Sonja. (Temporada 2)
- Damien Patterson (Ezra Miller) es el novio de Becca. (Temporada 2).
- Stacey Koons (Peter Gallagher) es el decano del colegio donde Hank enseña. Hank una vez se refirió a él como Dean Koontz. (Temporada 3)
- Felicia Koons (Embeth Davidtz) es la esposa de Dean Koons y amante ocasional de Hank. (Temporada 3)
- Chelsea Koons (Ellen Woglom) es la mejor amiga de Becca e hija de Felicia y Stacey Koons. (Temporada 3)
- Richard Bates (Jason Beghe) es un antiguo profesor de Karen y su esposo en la quinta temporada. (Temporadas 3, 5-6)
- Jill Robinson (Diane Farr) es la asistente y ocasional amante de Hank. (Temporada 3)
- Jackie (Eva Amurri) es una estudiante y amante de Hank. (Temporada 3)
- Sue Collini (Kathleen Turner) es la jefa de Charlie. (Temporada 3)
- Paul Rider (James Frain) es el novio de Mia. (Temporada 3)
- Abby Rhodes (Carla Gugino) es la abogada y amante ocasional de Hank. (Temporada 4)
- Stu Beggs (Stephen Tobolowsky) es un productor cinematográfico y esposo de Marcy. (Temporadas 4-7)
- Sasha Bingham (Addison Timlin) es una joven actriz y amante ocasional de Hank. (Temporada 4)
- Eddie Nero (Rob Lowe) es un excéntrico actor. (Temporadas 4-7)
- Pearl (Zoë Kravitz) es la vocalista de la banda Queens of Dogtown, donde Becca toca la guitarra. (Temporada 4)
- Ben (Michael Ealy) es el padre de Pearl y el interés sentimental de Karen. Hank lo compara en varias ocasiones con Lenny Kravitz por su parecido con el músico. (Temporada 4)
- Carrie (Natalie Zea) es la desequilibrada novia de Hank en Nueva York. (Temporadas 5-6)
- Kali (Meagan Good) es una cantante y novia del rapero Samurai Apocalypse. Conoció a Hank en un avión y tuvo un breve romance con él. (Temporada 5)
- Samurai Apocalypse (Rza) es un rapero y actor, socio de Hank. (Temporada 5)
- Tyler (Scott Michael Foster) es el novio de Becca, odiado por Hank. (Temporada 5)
- Lizzie (Camilla Luddington) es la niñera del hijo de Marcy y Charlie. Tuvo una breve relación con Charlie. (Temporada 5)
- Atticus Fetch (Tim Minchin) es una estrella de rock y socio de Hank. (Temporada 6)
- Faith (Maggie Grace) es una famosa groupie que entabla una fuerte relación con Hank. (Temporada 6)
- Ophelia Robins (Maggie Wheeler) es una desequilibrada escritora, amiga de Marcy y Karen. (Temporada 6)
- Krull (Steve Jones) es el guardaespaldas de Atticus Fetch. (Temporadas 6-7)
- Trudy (Alanna Ubach) es la viuda del primer guitarrista de la banda de Atticus Fetch. Tuvo una aventura sexual con Charlie. (Temporada 6)
- Levon (Oliver Cooper) es el supuesto hijo de Hank de una relación previa. (Temporada 7)
- Rick Rath (Michael Imperioli) es un productor de televisión. (Temporada 7)
- Julia (Heather Graham) es la madre de Levon y exnovia de Hank. (Temporada 7)
- Melanie (Tara Holt) es la asistente de Rick. (Temporada 7)
- Goldie (Mary Lynn Rajskub) es la nueva cliente de Charlie. (Temporada 7)
- Amy Taylor Walsh (Mercedes Masöhn) es la protagonista femenina del programa de Hank y amiga de Sasha Bingham. (Temporada 7)

### Estrellas invitadas
- Amber Heard como ella misma, una actriz en el set de rodaje de A Crazy Little Thing Called Love. (Temporada 1)
- Pete Wentz como invitado en la fiesta de Mia. (Temporada 2)
- Rick Springfield como una versión desequilibrada de él mismo. (Temporada 3)
- Peter Fonda como el primer cliente de Sue Collini. (Temporada 3)
- Zakk Wylde como un vendedor de guitarras. (Temporada 4)
- Fisher Stevens como Zig Semetauer, un inversor potencial para la película "Fucking & Punching". (Temporada 4)
- Tommy Lee como él mismo. (Temporada 4)
- Peter Berg como él mismo en una escena donde termina peleando con Hank. (Temporada 5)
- Drea de Matteo como una estríper que tiene sexo con Richard, esposo de Karen. (Temporada 5)
- Sebastian Bach como un roquero fallecido. (Temporada 6)
- Marilyn Manson como él mismo y amigo de Atticus Fetch. (Temporada 6)
- Artie Lange como él mismo. (Temporada 6)
- Mädchen Amick como Janie Jones. (Temporada 2)

## Recepción
La serie ha cosechado generalmente reseñas positivas, con un índice de audiencia de 70 en el sitio especializado Metacritic. Sin embargo, el crítico estadounidense Nathan Rabin le dio a la primera temporada una "F" en The A.V. Club, refiriéndose a ella como "insufrible".
Ha habido una reacción de los grupos conservadores que se oponen a la naturaleza explícita del programa. El columnista Andrew Bolt criticó la serie en el periódico australiano Herald Sun por una escena en el piloto, en la que una monja le practica sexo oral a Hank Moody en una iglesia. Jim Wallace, director de la organización Australian Christian Lobby, mostró su descontento y convocó un boicot en contra de la productora Network Ten y de todos los anunciantes que publicitan durante la serie, en respuesta a una escena en la que Hank y Sonja fuman marihuana, tienen relaciones sexuales y vomitan. Cuando Network Ten estrenó la segunda temporada, el grupo fundamentalista cristiano Salt Shakers emprendió una campaña vía correo electrónico en la que trataba de convencer a las empresas de retirar sus anuncios durante el programa. El resultado fue que 49 empresas retiraron su publicidad, incluido el patrocinador principal del programa, Just Car Insurance.

## Demanda
El grupo Red Hot Chilli Peppers entabló una demanda contra la productora Showtime el 19 de noviembre de 2007 a causa del nombre de la serie, que también fue el nombre del disco y el tema de lanzamiento de la banda («Californication», 1999). Según los demandantes el uso del nombre "constituye una denominación de origen falsos, y ha causado y continúa causando un riesgo de confusión, error y engaño en cuanto a la fuente, patrocinio, afiliación y/o conexión en la mente del público"[cita requerida] para discernir entre el álbum del grupo y la banda sonora de la serie por lo que reclamaban daños y perjuicios así como el cambio del nombre de la serie.
La productora argumentó que la banda no creó el término Californication. Ellos señalan que la palabra apareció impresa en la revista Time en 1972 en un artículo titulado "The Great Wild West Californicated". El productor Tom Kapinos cita la inspiración como proveniente de una calcomanía que vio en los años 70 que rezaba "Don't Californicate Oregon". La banda de art-rock canadiense el Rheostatics lanzó un álbum llamado Whale Music en 1992, con una canción llamada "California Dreamline"; en esta canción, la palabra Californication aparece en la frase "Californication, spooning in the dry sand".
Kim Walker, directivo de la agencia de propiedad intelectual en Pinsent Masons, afirma que la banda debería haber registrado Californication como marca. En cambio, la única solicitud para tal fue presentada en abril de 2007 en los EE. UU., por Showtime. La marca aún no ha sido registrada. Walker también ha declarado: 

Canciones exitosas, álbumes y películas pueden convertirse en marcas en sí mismas. Lo que es realmente sorprendente es cómo algunas canciones y álbumes están debidamente protegidos ... Los Chili Peppers podrían casi seguro haber registrado la marca 'Californication', ellos dieron a conocer la palabra a nivel mundial, pero no significa que puedan detener su uso en un programa de televisión.

La demanda se resolvió fuera de los tribunales.

## Episodios
| Temporada | Temporada | Episodios | Episodios | Emisión original         | Emisión original        |
| Temporada | Temporada | Episodios | Episodios | Primera emisión          | Última emisión          |
| --------- | --------- | --------- | --------- | ------------------------ | ----------------------- |
|           | 1         | 12        | 12        | 13 de agosto de 2007     | 29 de octubre de 2007   |
|           | 2         | 12        | 12        | 28 de septiembre de 2008 | 14 de diciembre de 2008 |
|           | 3         | 12        | 12        | 27 de septiembre de 2009 | 13 de diciembre de 2009 |
|           | 4         | 12        | 12        | 9 de enero de 2011       | 27 de marzo de 2011     |
|           | 5         | 12        | 12        | 8 de enero de 2012       | 1 de abril de 2012      |
|           | 6         | 12        | 12        | 13 de enero de 2013      | 7 de abril de 2013      |
|           | 7         | 12        | 12        | 13 de abril de 2014      | 29 de junio de 2014     |

## Banda sonora

### 1.ª temporada
01 The Rolling Stones - You Can't Always Get What You Want

02 Peeping Tom - Mojo

03 My Morning Jacket - Rocket Man

04 The Doors/Paul Oakenfold - L.A. Woman (Paul Oakenfold Remix)

05 Tommy Stinson - Light of Day

06 Josh Blake & The Country Gentlemen - Pain and Misery

07 Mindy Smith - Peace of Mind

08 Arco - Lullaby

09 Bob Dylan - If You See Her, Say Hello

10 Harvey Danger - Little Round Mirrors

11 Madeleine Martin - Don't Let Us Get Sick

12 Gus Black - Paranoid

13 Argyle Johansen - Sunny Day in Hell

14 Instituto Mexicano del Sonido - A Girl Like You

15 Bonobo (featuring Bajka) - Between The Lines

16 Warren Zevon - Mohammed's Radio

17 Madeleine Martin - Surrender

18 The Heavy - That Kind of Man

19 Lodger - Bad Place to Earn A Living

20 Champion - Keep On

21 Reckless Kelly & Steve Earle - Reconsider Me

22 Madeleine Martin - Only Women Bleed

23 Elton John - High Flying Bird

24 Tommy Stinson & Friends for Done To Death - You Can't Always Get What You Want

25 Tyler Bates & Tree Adams - Hank's Theme

26 Tyler Bates & Tree Adams - Main Title Theme From Californication

27 Pearl Jam - Nothingman 
28 Foo Fighters - These Days
29 Elton John - Rocket Man

### 2.ª temporada
01 Poets & Pornstars - Rock & Roll 

02 Rob Zombie - Go To California 

03 Warren Zevon - My Shit's Fucked Up 

04 Sheryl Crow - Behind Blue Eyes 

05 Alberta Cross - Low Men 

06 Jorge Calderon - Keep Me In Your Heart 
 
07 Shaw Blades - California Dreamin' 

08 Lions - Can You Hear Me 

09 Mark Kozelek - Metropol 47 

10 Neil Nathan - Do Ya 

11 The Basics - Have Love Will Travel 

12 Nick Cave - Moonland 

13 The Stereotypes - New Situation 

14 Brent Amaker & The Rodeo - You Call Me The Devil

### 3.ª temporada
01 Milles Davis - Green Haze

02 Starlight Mints - Pumpkin

03 Benjy Ferree - Blown

04 Queens Of The Stone Age - You Got A Killer Scene There, Man...

05 Monks - Boys Are Boys And Girls Are Choice

06 Jimmy Lafave - Not Dark Yet

07 3L Flex - Touch my body

08 N.E.R.D. - Rock Star

09 Rob Zombie - Pussy Liquor

10 Spider Problem - Cha Cha (Be My New Boyfriend)

11 Danielle Duval - You're The One That I Want

12 Stuffy Shmitt - Can't Find My Way Home

13 Luther Russell - Babette Goes to Delaware (incomplete)

14 Chicago Stone Lightning - Need a little woman

15 Buckcherry - Crazy Bitch

16 Widespread Panic - Werewolves over London

17 Dan Wilson - Sugar

18 Sam Roberts - Fixed to Ruin

19 Black Joe Lewis - Bitch, I Love You

20 Rick Springfield - I've Done Everything for You

21 Damhnait Doyle - I Want You To Want Me

22 Rick Springfield - Jessie's Girl

23 Rick Springfield - Love Somebody

24 Sleepy Sun - Lord

25 Rick Springfield - My Precious Little One

26 Rick Springfield - Love is Alright Tonight

27 Little Feat - The weight

28 Black Sabbath - N.I.B.

29 Poeboy Society - Real Big Leaguer

30 Miles Davis - Tune Up

31 Blind Pilot - 3 Rounds & A Sound

32 Bubonic Souls - Like You Do

33 GG Allin - Carmelita

34 The Faces - Ohh La La

35 Ace Frehley - New York Groove

36 The Black Hollies - Eyes of Mermaide

37 Pacific UV - Alarmist

38 Hammock - You May Emerge From This More Dead Than Alive

39 The Warlocks - There is a Formula to your Despair

40 Elton John - Rocket Man 

### 4.ª temporada
01 Hierophant - F**k You (I'm Famous) 

02 Eagles of Death Metal - Stuck In The Metal

03 Better Than Ezra - So Alive 

04 Queens of Dogtown - Would? (cover de Alice in Chains)

05 My Life With The Thrill Kill Kult - Sex On Wheelz 

06 Queens of Dogtown - Last Caress 

07 Adrian Young - Mirror People

08 Cracker - Turn On, Tune In, Drop Out With Me 

09 Queens of Dogtown - I Remember You 

10 The Soundtrack Of Our Lives - Second Life Replay 

11 Warren Zevon - Wanted Dead Or Alive 

12 Gregory Alan Isakov - If I Go, I'm Goin' 

13 Tommy Lee - Home Sweet Home 

## Emisiones internacionales
| País                                | Fecha de Emisión         | Canal                                       |
| ----------------------------------- | ------------------------ | ------------------------------------------- |
| Canadá                              | 13 de agosto de 2007     | TMN                                         |
| Nueva Zelanda                       | 22 de septiembre de 2007 | TV3                                         |
| Polonia                             | 6 de noviembre de 2007   | HBO, Comedy Central, TVN, Universal Channel |
| República Checa                     | 6 de noviembre de 2007   | HBO, AXN, CT1                               |
| Eslovaquia Rumania Bulgaria Hungría | 6 de noviembre de 2007   | HBO                                         |
| Noruega                             |                          | TV2                                         |
| Dinamarca                           | 2 de enero de 2008       | TV 2                                        |
| España                              | 7 de enero de 2008       | Cuatro, FOX, FDF, Energy                    |
| Portugal                            | 31 de enero de 2008      | FX, RTP2, Fox                               |
| Italia                              | 6 de marzo de 2008       | Jimmy, Italia 1                             |
| Francia                             | 14 de marzo de 2008      | M6                                          |
| Finlandia                           | 17 de marzo de 2008      | Nelonen                                     |
| Lituania                            | 17 de marzo de 2008      | TV3                                         |
| Hispanoamérica                      | 17 de marzo de 2008      | Warner Channel, I.Sat, TNT Series           |
| Letonia                             | 31 de marzo de 2008      | TV6                                         |
| Irlanda                             |                          | TV3                                         |
| Sudáfrica                           | 15 de abril de 2008      | M-Net                                       |
| Israel                              | 4 de mayo de 2008        | xtra HOT                                    |
| Chile                               | 13 de mayo de 2008       | TVN                                         |
| Alemania                            | 14 de mayo de 2008       | AXN                                         |
| Uruguay                             | 12 de junio de 2008      | Montecarlo TV                               |
| Suecia                              |                          | TV4                                         |
| Turquía                             |                          | ComedyMax                                   |
| México                              |                          | Cadena Tres                                 |
| Brasil                              | 6 de septiembre de 2008  | SBT                                         |
| Argentina                           | 27 de enero de 2009      | Canal 13                                    |

## Audiencias

### Estados Unidos
- 1.ª temporada: 3 millones de espectadores
- 2.ª temporada: 2 millones de espectadores
- 3.ª temporada: 2 millones de espectadores
- 4.ª temporada: 5 millones de espectadores (Datos sólo de la emisión en EE. UU.)